# Pirogge

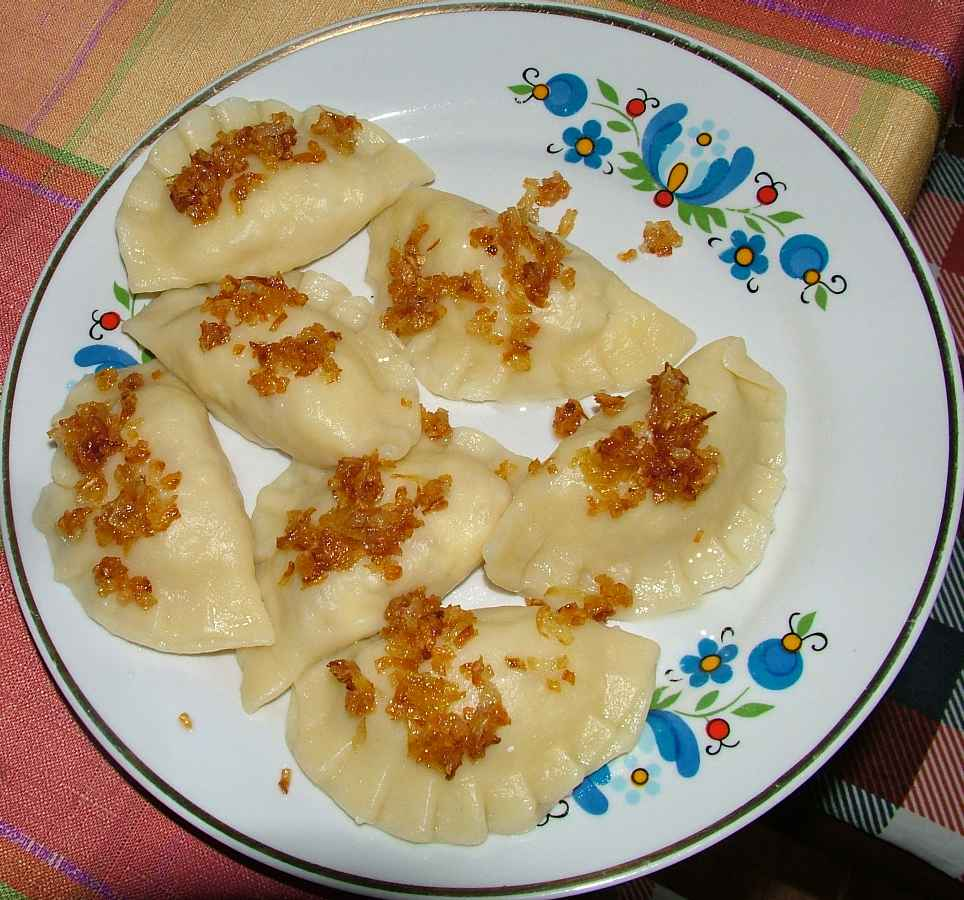
Polnische pierogi ruskie (Piroggen ruthenischer Art) greifen auf die kulinarischen Traditionen der ehemaligen polnischen Ostgebiete (Kresy) zurück

Die Pirogge ist eine gefüllte Teigtasche aus Hefe-, Blätter- oder Nudelteig, die in der ostmittel- und osteuropäischen sowie finnischen Küche weit verbreitet ist. Die Art der Herstellung, Füllungen und Bezeichnungen variieren von Region zu Region. Piroggen sind ein beliebter Bestandteil von Festmahlzeiten, werden aber auch von Garküchen, in Polen pierogarnia genannt, als fast food angeboten. Sie können als Vorspeise, Hauptgericht oder Nachtisch (zum Tee) gereicht werden.

## Ursprung und Verbreitung
Das Wort Pirogge, Mehrzahl Piroggen, polnisch Pierogi, geht wohl auf das urslawische *pirъ ‘Fest, Gelage’ zurück und findet sich in allen ost- und westslawischen Sprachen (russisch пирог, eigentlich ‘Kuchen’, polnisch pieróg, slowakisch piroh), aber auch im baltischen Sprachraum (lettisch pīrāgs bzw. Diminutiv pīrādziņš). Es ist auch vermutet worden, dass das Wort ursprünglich aus dem Türkischen (vergleiche Börek) stammt. Die Beobachtung, dass das Wort oder gar ein vergleichbares Gericht gerade im südslawischen Sprachraum fehle, entzieht dieser Vermutung laut dem Slawisten Max Vasmer jedoch die Grundlage. Im Deutschen ist es als Lehnwort erstmals 1612 belegt.
Als Hauptbestandteile der Füllung sind Gehacktes, Quark, weißer Bauernkäse, Speck, Kartoffeln, Pilze, Weißkohl, Spinat, Sauerkraut oder Obst üblich. Die polnischen pierogi ruskie („ruthenische Piroggen“) enthalten eine Füllung aus Kartoffeln und Quark. Die Teigtaschen bilden häufig ein selbständiges Gericht – etwa angebraten mit glasierten Zwiebeln und Schmand.

## Regionale und nationale Variationen
Piroggen sind in Polen, der Slowakei, der Ukraine, Belarus, in Russland und anderen slawischen Ländern sowie im Baltikum, in Finnland und in Zentralasien verbreitet. Ukrainische und mennonitische Einwanderer machten sie zu einem sehr populären Gericht in Kanada sowie dem Nordosten und Mittleren Westen der USA, wo sie unter dem Namen perogies (Kanada) bzw. pierogies (USA) mit vielerlei verschiedenen Füllungen in den Tiefkühltruhen jedes Supermarktes zu finden sind. In Deutschland kennt man sie vor allem aus der deutschbaltischen Küche, wo sie auch als Kurländer Speckkuchen bezeichnet werden. Deutsche Muttersprachler in Schlesien nennen sie auch Pirogen. Im Russischen bedeutet pirog (пирог) heute ganz allgemein Kuchen, und mit dem davon abgeleiteten Diminutiv piroschok (пирожок), das meist ebenfalls mit Pirogge übersetzt wird, sind gebackene, deutlich größere, mit der Hand (und ohne Soße, Butter oder Schmand) zu essende gefüllte Teigtaschen gemeint, die in Russland als Snack sowohl warm als auch kalt verspeist werden und durch wolgadeutsche Einwanderer als Bierock in die USA und nach Argentinien gelangten. Den polnischen pierogi entsprechen in der Ukraine, Russland und Belarus die Wareniki oder die etwas kleineren Pelmeni.

## Zubereitung
Piroggen sind relativ aufwendig zuzubereiten, da sie nach der manuell oder maschinell erfolgten Teigherstellung per Hand gefüllt und geformt werden. Daher werden sie traditionellerweise in Gemeinschaftsarbeit angefertigt. Die rohen Piroggen werden in kochendem Wasser gegart, in einer Pfanne mit Schweineschmalz gebraten oder im Ofen gebacken. Ähnlich wie die russischen Pelmeni werden Piroggen manchmal mit gebratenen Zwiebeln und/oder saurer Sahne oder Buttermilch angerichtet.
Eine ostfinnische Abwandlung ist die Karelische Pirogge (karjalanpiirakka), eine kleine Teigtasche aus hauchdünnem Roggenteig mit Gerstenbrei (Graupen) gefüllt – heute wird allerdings meistens ungesüßter Milchreis benutzt. Sie wird traditionell mit Eibutter oder mit Wurst oder Käse belegt und wie Brot serviert. Teigtaschen mit Fleischfüllung (lihapiirakka) sind in Finnland ebenfalls weit verbreitet.

## Bilder

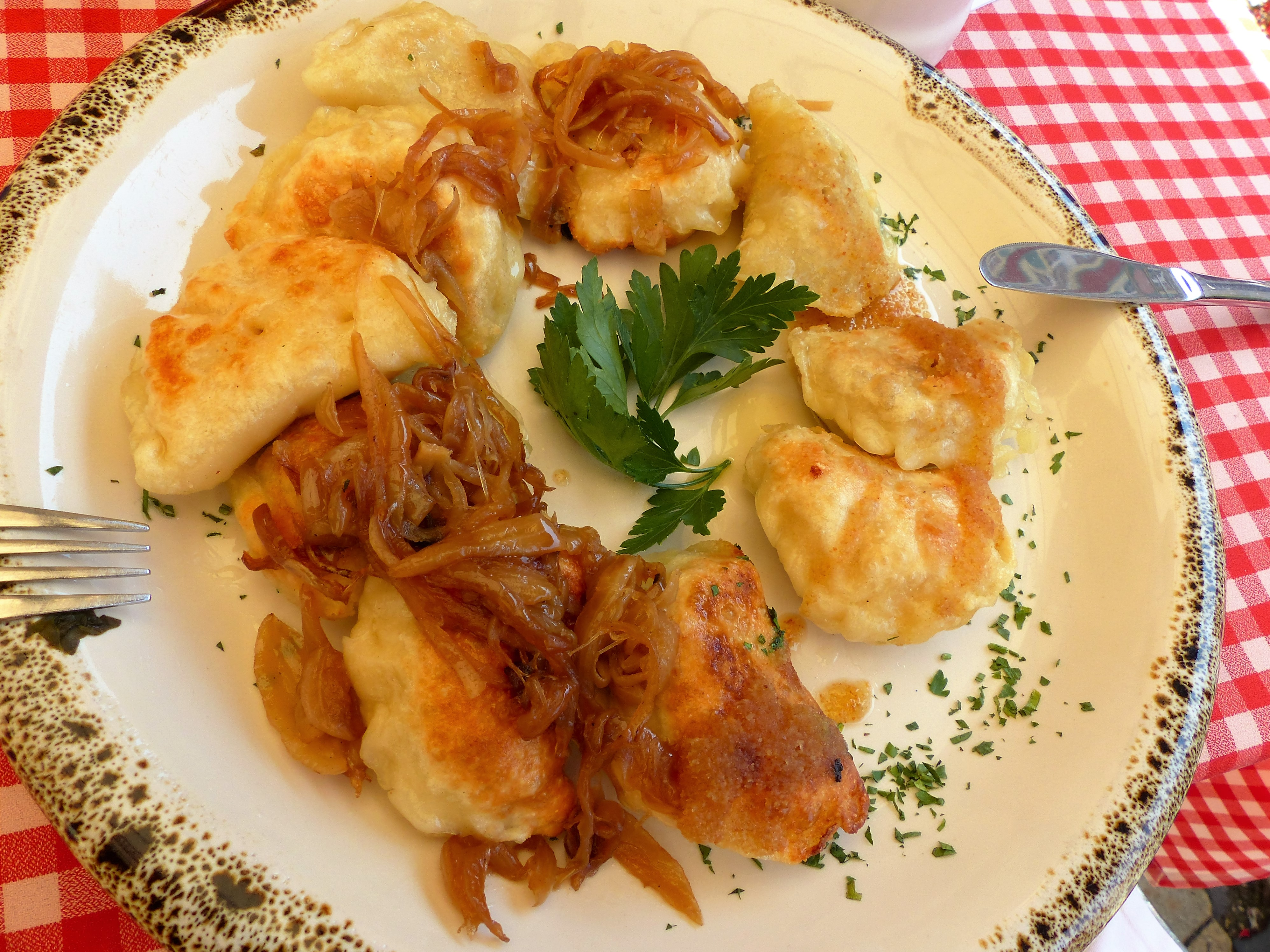
Gemischte Piroggen mit gedünsteter Zwiebel
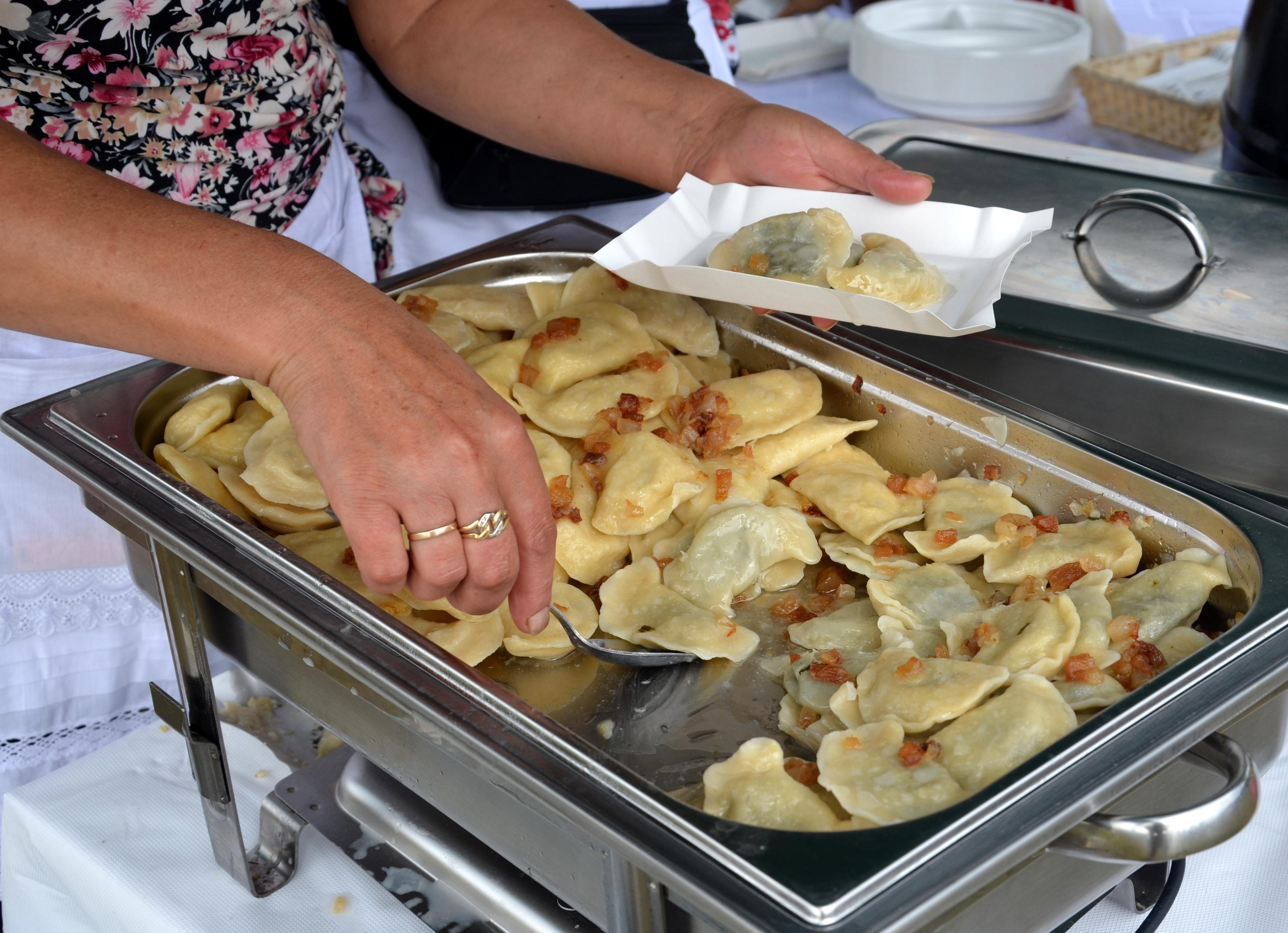
Piroggen mit ausgelassenem Speck
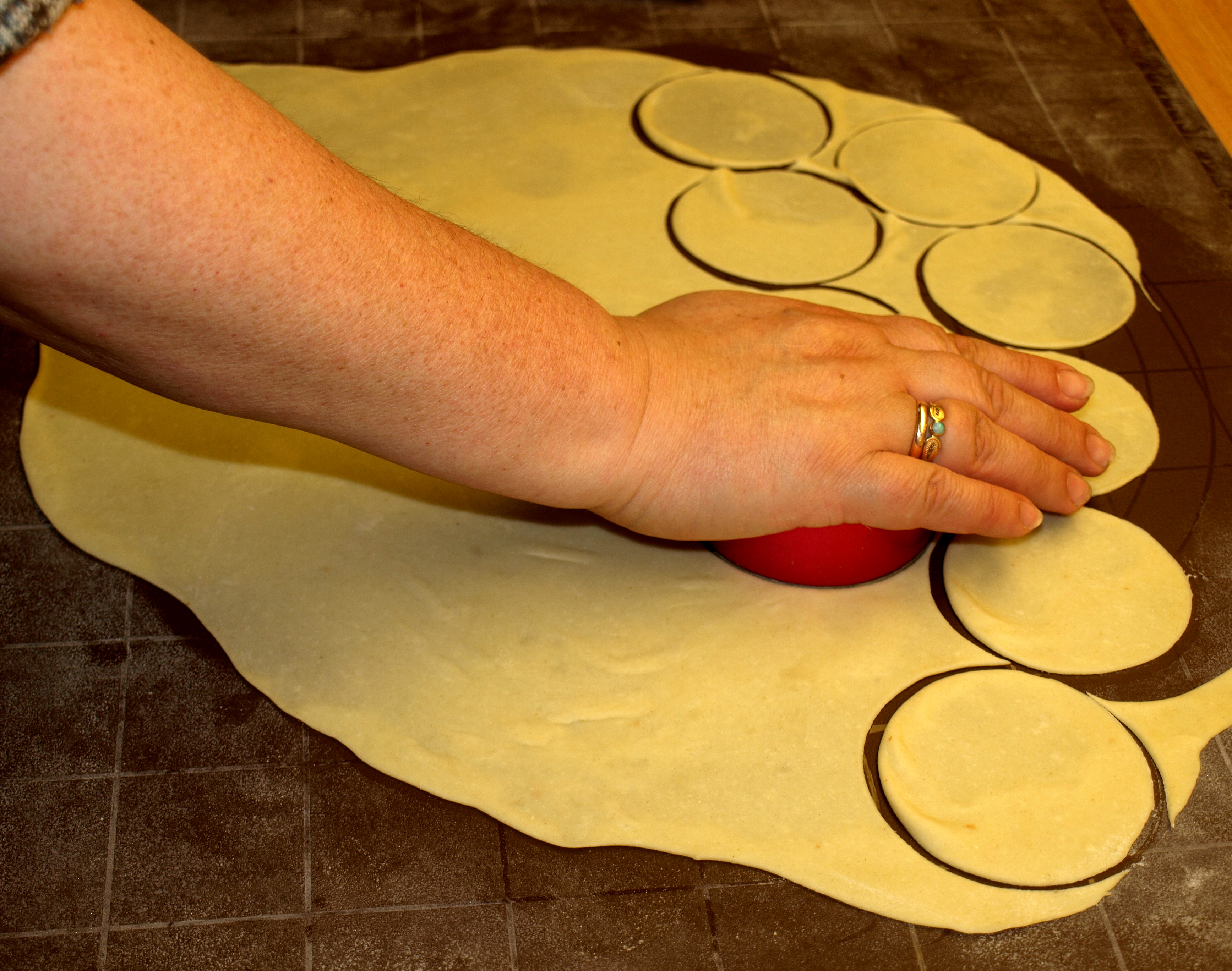
Ausstechen des Teigs
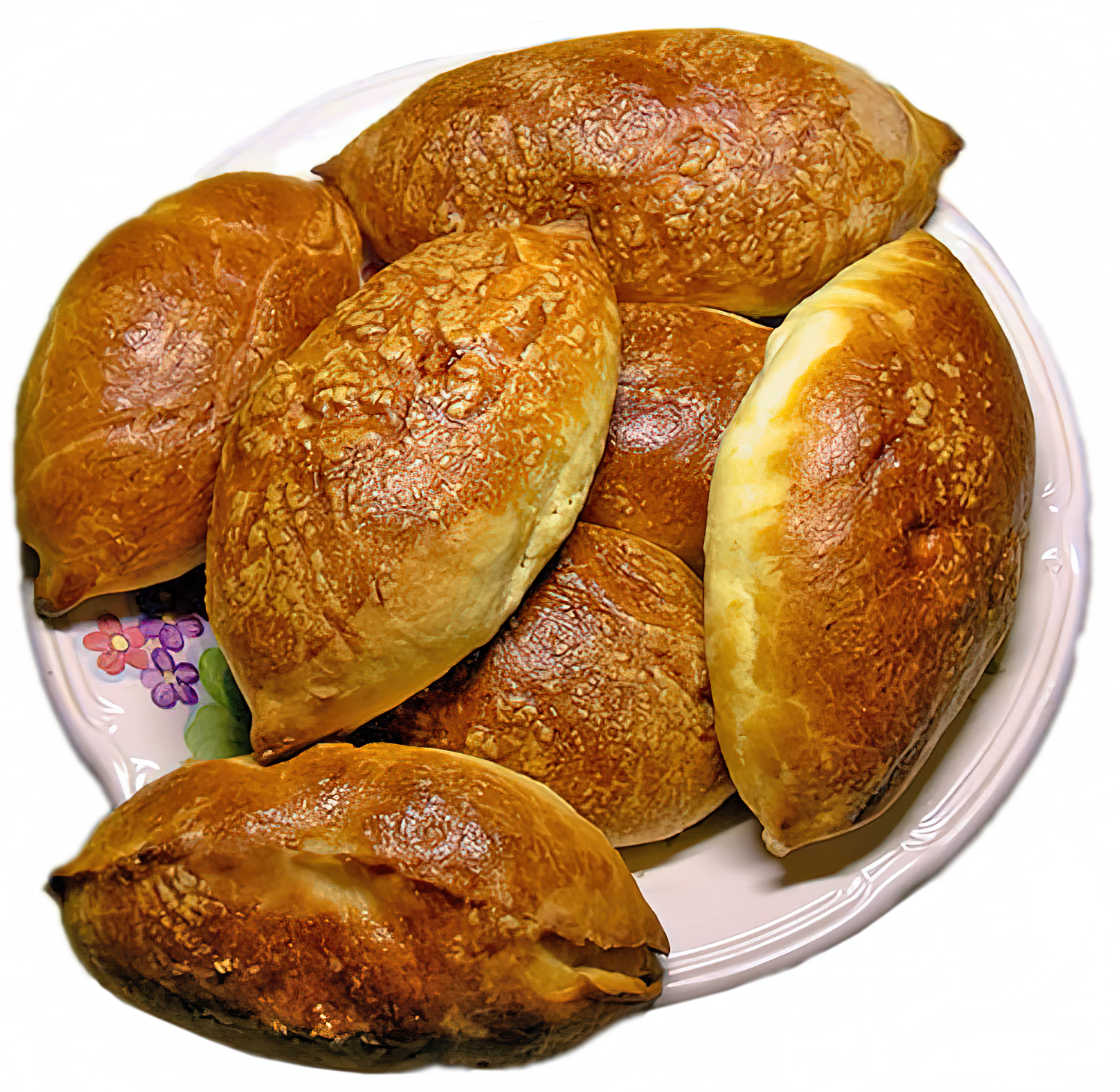
Russische Piroggen (Piroschki)
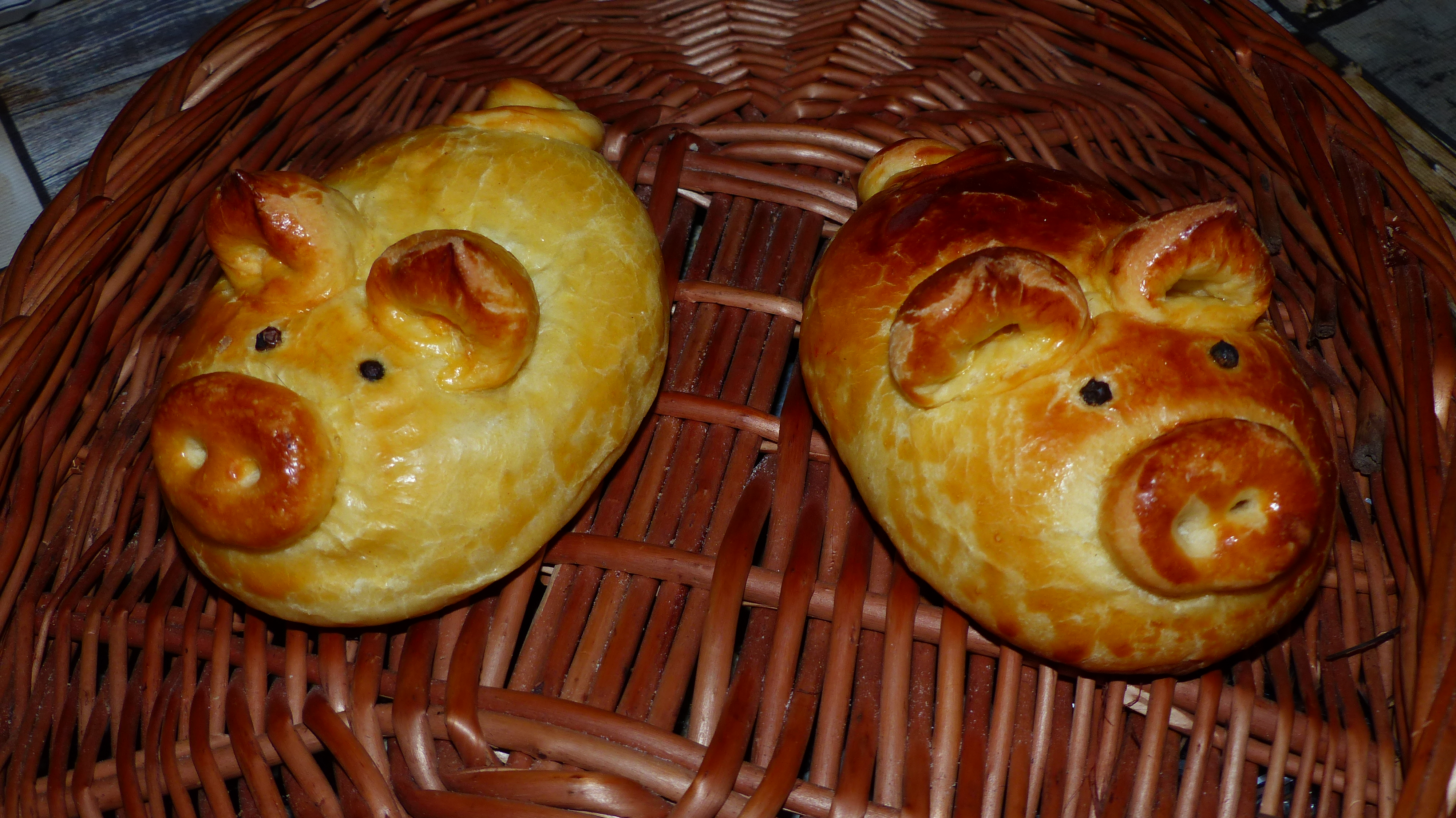
Piroschki in Schweinchen-Form
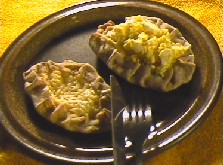
Karelische Piroggen